# Capitignano
Capitignano ist eine italienische Gemeinde (comune) in der Region Abruzzen, Provinz L’Aquila mit 623 Einwohnern (Stand 31. Dezember 2023). Die Gemeinde liegt etwa 20 Kilometer nordnordwestlich von L’Aquila im Nationalpark Gran Sasso und Monti della Laga und am Lago di Campotosto und gehört zur Comunità montana Amiternina.

## Verkehr
Die frühere Bahnstrecke von L’Aquila nach Capitignano (geplant bis nach Teramo) wurde 1935 nach nur 13 Jahren Betrieb wieder geschlossen.